# Fajt
Fajt je priimek v Sloveniji, ki ga je po podatkih Statističnega urada Republike Slovenije na dan 1. januarja 2010 uporabljalo 174 oseb in je med vsemi priimki po pogostosti uporabe uvrščen na 2.516. mesto.

## Znani nosilci priimka
- Elena Fajt (*1965), oblikovalka tekstilij, kostumografka, vizualna umetnica
- Kristjan Fajt (*1982), kolesar
- Mateja Fajt, kostumografinja
- Nikita Fajt, agronom, sadjar
- Rajko Fajt (*1959), inženir elektrotehnike in politik
- Vilko Fajt (1935-2010), prosvetnokulturni in športni delavec v Italiji